# 來自地獄信
來自地獄信是一封聲稱由開膛手傑克於1888年發出的信件。

以下是開膛手傑克寫給白教堂警戒委員會主席的信：
〈我把其中一個女人的半邊腎臟寄給了你，
另一邊已經被我拿去油炸吃掉了，
味道確實不錯，
要是你能多等我一段時間，
我就能把當時沾滿血的刀子也送給你了。〉